# La Polka des lampions
La Polka des lampions est une opérette française de Gérard Calvi sur un livret de Marcel Achard.